# Jan Brzák-Felix
Jan Brzák-Felix, född 6 april 1912 i Prag, död 15 juli 1988 i Prag, var en  tjeckoslovakisk kanotist.
Han blev olympisk guldmedaljör i C-2 1000 meter vid sommarspelen 1948 i London.